# Beaulac-Garthby
Beaulac-Garthby es un municipio canadiense situado en la provincia de Quebec.

## Superficie
Beaulac-Garthby tiene una superficie de 75,96 km².

## Demografía
En 2021, tenía 931 habitantes, una densidad poblacional de 12,3 hab./km², y 814 viviendas.